# Ultra Records
Ultra Records is een Amerikaans platenlabel dat in 1995 werd opgericht door Patrick Moxey. Het muzieklabel richt zich op dancemuziek. Op 23 januari 2013 kreeg Sony Music een aandeel van 50%.
Het muzieklabel presenteert zichzelf als onderdeel van het merk Ultra Music.

## Geschiedenis
Ultra Records werd in 1995 opgericht door Patrick Moxey in New York. Moxey was een voormalig manager van PolyGram en Virgin Records, en is sinds de jaren tachtig actief in de dancescene in Chicago. In 1987 verliet hij na een week de filmschool aan de Universiteit van New York om fulltime als dj te werken. De eerste uitgave van Ultra Music was een 12-inch vinyl van de New Yorkse dj Roger Sanchez, die werd geproduceerd met een budget van 8000 dollar.
Het YouTube-kanaal van Ultra Music had in januari 2018 meer dan 7,3 miljard weergaven en 10,1 miljoen volgers. Het kanaal staat op nummer 59 in de lijst met de meest bekeken kanalen.

## Artiesten
Veel artiesten hebben muziek uitgebracht op Ultra Music, waaronder Rosette, Pitbull, Calvin Harris, Wolfgang Gartner, Benny Benassi, Edward Maya, Headhunterz, Congorock, Rebecca & Fiona, David Guetta, Mayra Verónica, Inna, Fedde le Grand, Basshunter, Alexandra Stan, Brass Knuckles, John de Sohn, Deadmau5 en Galimatias.